# Manastirski kongres
Manastirski kongres (alb. Kongresi i Manastirit) je naučna konferencija održana u gradu Manastir (danas Bitolj), tadašnjem središtu Manastirskog vilajeta Osmanskog carstva, između 14. i 22. novembra 1908. godine sa ciljem postizanja dogovora o standardizaciji albanske abecede.